# Good Fortune
Good Fortune é um futuro filme de comédia americano escrito e dirigido por Aziz Ansari, em sua estreia como diretor de longa-metragem. Keanu Reeves estrela ao lado de Ansari, Seth Rogen, Keke Palmer e Sandra Oh . É produzido pela empresa de Ansari, Oh Brudder Productions. A história acompanha um anjo chamado Gabriel (Reeves), cuja tentativa frustrada de mostrar a um homem em dificuldades (Ansari) que dinheiro não resolve os problemas de ninguém — trocando seu corpo com o de seu rico empregador Jeff (Rogen) — faz com que Gabriel perca suas asas, enquanto o trabalho que ele fazia como anjo começa a desmoronar ao redor deles.
Após a suspensão de sua estreia original como diretor, Being Mortal, na Searchlight Pictures em 2022, Ansari seguiu em frente com os planos de dirigir Good Fortune . Ele desejava fazer um filme de comédia com a intenção de ser lançado nos cinemas, citando o sucesso de Barbie (2023) como prova da viabilidade de tal projeto. O amigo de longa data de Ansari, Rogen, que inspirou a implementação de vários elementos no filme, juntou-se a Reeves em abril de 2023, quando o filme estava programado para começar a fotografia principal em maio. Após uma paralisação da produção no meio do mês devido à greve do Writers Guild of America de 2023, as filmagens começaram no final de janeiro de 2024 em Los Angeles, quando Palmer se juntou ao elenco. A maior parte das filmagens terminou antes de abril de 2024, com algumas cenas sendo retomadas mais tarde, após a recuperação de uma lesão sofrida por Reeves duas semanas após o início das filmagens.
Good Fortune está previsto para ser lançado nos Estados Unidos em 17 de outubro de 2025.

## Premissa
Gabriel (Keanu Reeves) é um "anjo da guarda do orçamento", designado para ajudar os humanos em suas dificuldades financeiras. Em um dia comum, ele observa um homem desmotivado e azarado, interpretado por Aziz Ansari, que faz biscates para um socialite milionário, Jeff (Seth Rogen). Após um dia de infortúnios, o homem adormece em uma cabine no Denny's e chega ao fundo do poço quando seu carro é rebocado do estacionamento.
Decidido a ajudar, Gabriel tenta mostrar ao homem que ser rico como Jeff não resolveria seus problemas e, para isso, troca as vidas de ambos. No entanto, ao falhar em sua demonstração — já que os problemas do homem parecem ser resolvidos pela riqueza de Jeff — Gabriel perde suas asas e é enviado à Terra para viver como um ser humano.
Agora sem poderes, Gabriel se vê compartilhando um apartamento com Jeff, que, por sua vez, assume o corpo e os bens de Gabriel. À medida que Gabriel tenta se ajustar à sua nova vida, os efeitos de sua perda de status celestial começam a afetar a vida ao seu redor, e os dois homens se veem enfrentando as consequências de suas escolhas e as fragilidades da condição humana.

## Elenco
- Keanu Reeves como Gabriel, um anjo. Ele tenta recuperar suas asas depois que um plano para mostrar a um homem em dificuldades que a riqueza não pode resolver os problemas de alguém dá errado, resultando no homem assumindo a vida de seu rico empregador.  Normalmente, Gabriel é responsável por salvar pessoas de engasgos ou impedi-las de enviar mensagens de texto enquanto dirigem, mas tenta mostrar ao homem que a vida de riqueza "não é tudo o que parece".
- Aziz Ansari como um homem esforçado. Ele acaba fazendo vários trabalhos estranhos para seu rico empregador socialite Jeff, como consertar sua piscina e encontrar um xamã para uma jornada de ayahuasca .  Após atingir o fundo do poço, ele conhece o anjo Gabriel no estacionamento de um Denny's, que tenta lhe mostrar que dinheiro não resolve os problemas de ninguém.
- Seth Rogen como Jeff, um homem rico que vive uma vida de luxo e excessos. Ele é dono de vários carros, de uma mansão moderna com piscina e discoteca no porão, e organiza festas selvagens.  Após a intervenção de Gabriel com o infeliz funcionário de Jeff, ele e o homem têm suas vidas trocadas.
- Keke Palmer
- Sandra Oh como um anjo que toma as asas de Gabriel

Stephen McKinley Henderson tem um papel coadjuvante.

## Produção

### Desenvolvimento

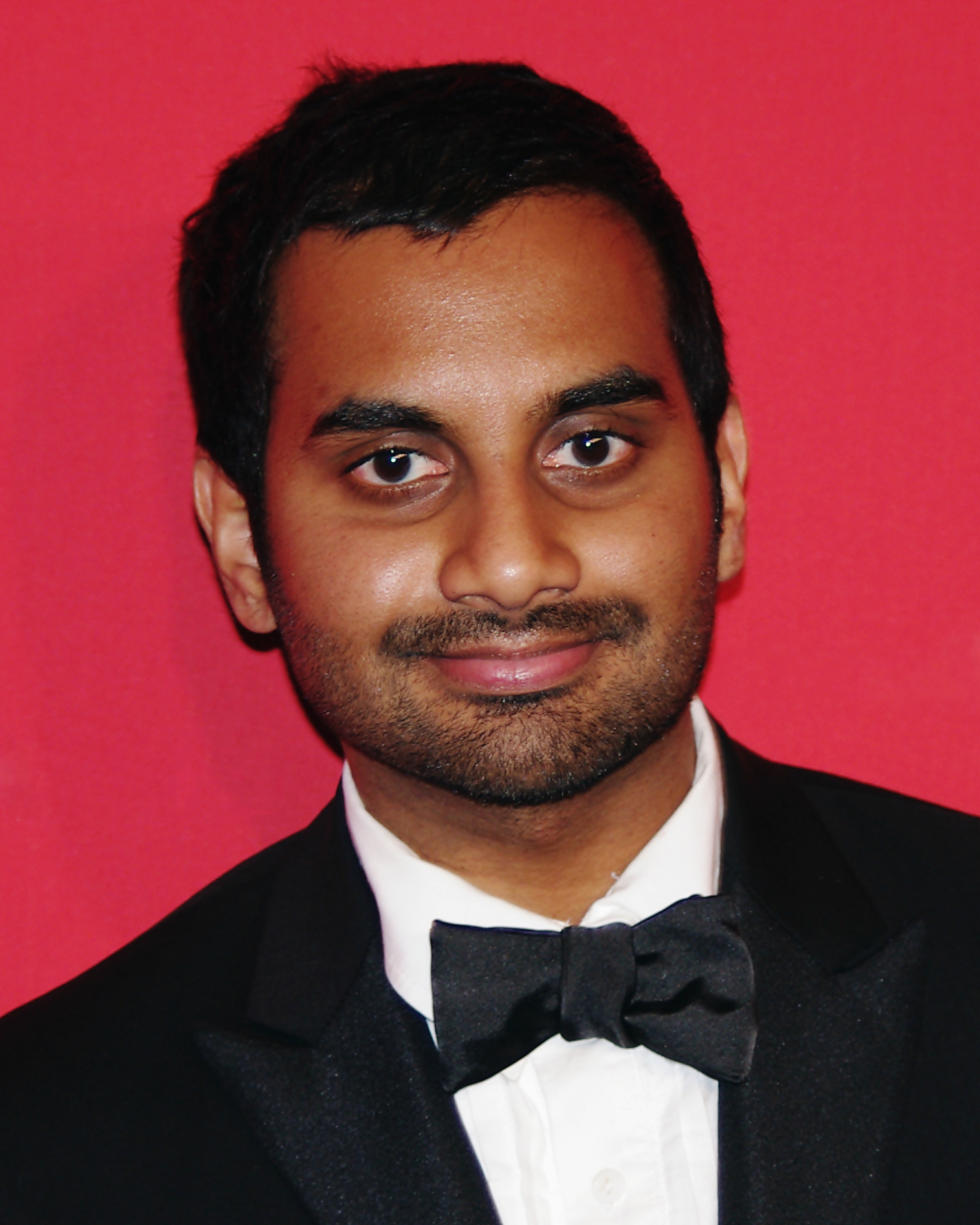
Aziz Ansari (foto em 2012) produziu, escreveu, dirigiu e estrelou Good Fortune

Após a suspensão de seu primeiro projeto de direção, Being Mortal, na Searchlight Pictures em 2022, devido ao alegado comportamento inapropriado de Bill Murray, Aziz Ansari seguiu em frente com sua próxima produção, Good Fortune. Ansari, que até então estava imerso em trabalhos dramáticos, decidiu fazer uma comédia para ser lançada nos cinemas. Ele acreditava fortemente na viabilidade do filme, citando o sucesso de Barbie (2023) como exemplo de como uma proposta criativa e acessível ao público pode alcançar grandes resultados.
Ansari expressou seu desejo de "escrever sobre coisas com as quais todos estão lidando, mas de que ninguém está falando". Ele viu a luta diária na vida como um tema universal, um reflexo das dificuldades enfrentadas por muitos, e achou que esse seria o cenário perfeito para a comédia. Para garantir a autenticidade do filme, Ansari se dedicou a pesquisas profundas, incluindo entrevistas com trabalhadores temporários para compreender melhor as realidades de sua vida e as questões que eles enfrentam, o que ajudaria a informar a narrativa e dar profundidade ao projeto.
Após negociações com Dan Freedman, Phil Strina, John Biondo e Matt Leonetti, o projeto foi adquirido pela Lionsgate Films. Em abril de 2023, foi anunciado oficialmente que Good Fortune seria produzido por Anthony Katagas, Alan Yang e Aziz Ansari, que também atuaria como escritor, diretor e co-estrela. Keanu Reeves e Seth Rogen foram escalados como os protagonistas, com as filmagens previstas para começar em maio do mesmo ano. Ansari e Rogen, amigos de longa data, estavam em busca de uma parceria para um projeto cinematográfico, e a química entre eles rapidamente se tornou a base para o filme.
Rogen teve uma influência significativa no desenvolvimento do roteiro, ajudando a introduzir várias ideias, como a inclusão de uma sauna e de um mergulho frio, elementos que acabaram se tornando parte essencial da narrativa. Aniz Adam Ansari, Jonathan McCoy, Christopher Woodrow e Connor DiGregorio foram designados como produtores executivos, enquanto Brady Fujikawa e Jon Humphrey supervisionaram a produção em nome da Lionsgate. O projeto prometia um equilíbrio entre comédia e reflexão, com uma abordagem autêntica e colaborativa que visava criar uma obra envolvente tanto para o público quanto para os críticos.

### Filmagem
A filmagem principal estava prevista para começar em 16 de maio de 2023, em Los Angeles,   mas foi adiada indefinidamente devido à greve do Writers Guild of America de 2023.   Em novembro de 2023, o Deadline Hollywood informou que a produção pretendia reiniciar no início de 2024.  Em 25 de janeiro de 2024, Keke Palmer revelou em uma postagem no Instagram que as filmagens com Ansari, Rogen e Reeves haviam começado.   Outras fontes confirmaram ainda mais sua escalação.   As filmagens com Reeves preso a um equipamento no topo de um telhado com um dublê em Los Angeles ocorreram em fevereiro.
Duas semanas após o início das filmagens,  fotos de Reeves no set com muletas e uma bolsa de gelo no joelho esquerdo circularam online.   Na época, não estava claro se os aparelhos médicos eram usados para o seu papel ou para o tratamento de uma lesão real.  As imagens virais levaram alguns sites a relatar incertezas em torno da saúde do ator.   Dias depois, Reeves foi visto de pé no set sem ajuda.  Em uma entrevista durante seu painel para o filme no CinemaCon de 2024 em abril, Ansari abordou a atenção da mídia, observando que a hashtag #GetWellSoonKeanu se tornou tendência em resposta às fotos.  Ele esclareceu que Reeves fraturou o joelho durante as filmagens, observando que o ator tropeçou em um tapete enquanto estava dentro de seu trailer. Ele disse que Reeves continuou a filmar a maior parte do resto do filme, apesar de sua lesão.  Reeves esclareceu mais tarde em um episódio do The Late Show com Stephen Colbert que ele caiu enquanto se arrastava rapidamente para fora de um mergulho frio e que ele "cravou" o joelho no chão depois de prender o pé, quebrando a patela "como uma batata frita".
A maior parte das filmagens foi concluída quando o projeto subsequente de Reeves, Outcome, começou a filmagem principal em 20 de março,  com Ansari observando que apenas cenas para uma sequência de dança de salsa com Reeves foram deixadas para filmar. Reeves queria filmar as cenas de qualquer maneira, mas Ansari e o resto da produção insistiram em um adiamento até que o joelho do ator sarasse.  Em 5 de abril, foi relatado que Sandra Oh havia se juntado ao elenco.

### Música
Carter Burwell foi contratado para compor a trilha sonora em agosto de 2024.

## Marketing
Aziz Ansari compareceu ao CinemaCon de 2024 para promover o filme para a Lionsgate Films, revelando seus processos criativos e detalhes do enredo do projeto, e mostrou aos participantes uma visão a portas fechadas de um trailer do filme.  /Ryan Scott, do filme, comparou o elemento de troca de corpos apresentado a " Trocando as Bolas (1983)" por meio de Scrooged (1988)".  Escrevendo para o Deadline Hollywood, Anthony D'Alessandro e Nancy Tartaglione observaram: "Parece histérico e rendeu muitas risadas".

## Lançamento
Good Fortune está programado para ser lançado nos cinemas pela Lionsgate Films nos Estados Unidos em 17 de outubro de 2025.